# جلان كوري
جلان كوري هو لاعب هوكي الجليد كندي، ولد في 18 يوليو 1958.

## وصلات خارجية
- جلان كوري على موقع دوري الهوكي الوطني (الإنجليزية)
- جلان كوري على موقع قاعة مشاهير الهوكي (لاعب أن.إتش.أل) (الإنجليزية)
- جلان كوري على موقع EliteProspects.com (الإنجليزية)
- جلان كوري على موقع HockeyDB.com (الإنجليزية)
- جلان كوري على موقع Hockey-Reference.com (الإنجليزية)